# Distretto di Isingiro
Il distretto di Isingiro è un distretto dell'Uganda, situato nella Regione occidentale.